# Криворізький ботанічний сад НАН України
Криворі́зький ботані́чний сад — ботанічний сад в Україні, в межах Тернівського району міста Кривого Рогу Дніпропетровської області.

## Загальні відомості
Сад є державною, бюджетною, неприбутковою науковою установою, яка створена для організації творчої роботи колективу вчених і вирішення актуальних проблем розвитку фундаментальних та прикладних досліджень в галузі біологічної науки.
Сучасна площа 52,4 га. Перебуває у віданні Національної Академії наук України. Ботанічний сад є об'єктом природно-заповідного фонду України загальнодержавного значення. З 2004 року, згідно з розпорядженням Кабінету Міністрів, колекція деревних і чагарникових рослин (дендрарій) визнана національним надбанням України.

## Заснування та історія
Зважаючи на загрозу екологічної катастрофи, що нависала над Кривбасом, у грудні 1972 року Президія АН УРСР виносить рішення «Про організацію опорного пункту Донецького ботанічного саду АН УРСР у Криворізькому промисловому районі», і вже 15 квітня 1975 року воно було прийняте. Засновником і творцем ботанічного саду на Криворіжжі став професор Євген Миколайович Кондратюк, на той час директор Донецького ботанічного саду. 

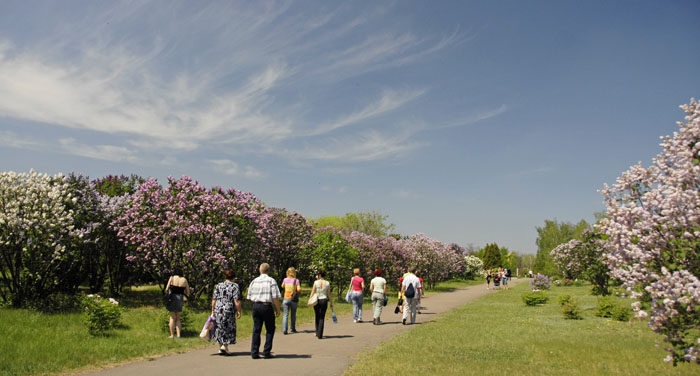
Бузкова алея

До складу саду увійшла територія поблизу балки Приворотної. 
25 червня 1981 року Президія Академії наук Української РСР прийняла розпорядження № 115 «Про створення Криворізького відділення Донецького ботанічного саду». За порівняно короткий час ботанічним садом були зібрані значні колекції різноманітних рослин, створені дендрарій, сад безперервного цвітіння, розарій, сад бузку та садового жасмину; побудовані лабораторно-адміністративний корпус, оранжереї, центральний вхід у сад, пішохідний міст через ставок завдовжки 110 м; дорожньо-пішохідна мережа з твердим покриттям. 
В переліку ботанічних садів загальнодержавного значення Української РСР, що було створено як додаток 2 до постанови Ради Міністрів УРСР № 311 від 22 липня 1983 року, згадується філіал Донецького ботанічного саду, який має площу 75 га, та розташований у Кривому Розі. Його опис: «У філіалі, організованому у 1981 році, зростає більше 20 видів дерев, 100 сортів квітів, закладено плантацію хвойних дерев та витких рослин. База фундаментальних наукових досліджень, місце масового відпочинку трудящих.»
В переліку заповідних територій та об'єктів республіканського значення, що існує як додаток 9 до рішення виконкому Дніпропетровської обласної Ради народних депутатів № 469 від 17 грудня 1990 року, філіал Донецького ботанічного саду АН УРСР також згадується, змін площі та підпорядкування не було. Опис наведено: «Утворено у 1981 році. В ньому росте понад 20 видів дерев, зібрано колекцію дикорослих рослин флори СРСР та світу, що нараховує 3000 видів. Охороняються 12 видів рідкісних та зникаючих рослин, що занесено в червоні книги СРСР та УРСР»
З огляду на значні досягнення колективу, Президія Академії наук УРСР прийняла постанову № 144 від 20.05.1992 року про створення на базі Криворізького відділення Донецького ботанічного саду самостійної наукової установи в системі Академії Наук — Криворізького ботанічного саду АН України. Рішення, прийняте даною постановою, було затверджено розпорядженням представника Президента України в Дніпропетровській області № 518 від 30 грудня 1993 року. Пункт 4 цього розпорядження проголошує: «У зв'язку з прийняттям Академією Наук України рішення вважати Криворізьку філію Донецького ботанічного саду Криворізьким ботанічним садом з включенням його в мережу природно-заповідного фонду області.»
В переліку природно-заповідних територій та об'єктів області загальнодержавного значення, що є додатком 1 до розпорядження голови Дніпропетровської ОДА № 50-р від 22 грудня 1995 року, об'єкт вже вказано як «Криворізький ботанічний сад», що є неповною назвою. Площа залишилась незмінною, 75Га, а повну назву вказано в графі «розташування»: «Криворізький ботанічний сад НАН України».
Площу ботанічного саду зменшили до сучасного розміру рішенням Дніпропетровської обласної Ради № 525-22/XXIII від 19 березня 2002 року. Причиною зменшення площі вказано: «Уточнення меж при видачі акту на право землекористування»

## Наукова діяльність
Створена унікальна колекція рідкісних і зникаючих рослин, де в умовах ex situ зберігається понад 180 видів рослин. Тільки тут можна побачити занесені до Червоної книги України (61 вид), до Світового (13 видів) та до Європейського Червоних списків (23 види) зникаючих рослин та гербарні зразки, які документують флористичні знахідки, як-от новий для науки вид — астрагал висунський. Створена національна колекція видів ковили України. 
Колекційний фонд саду налічують 665 видів і форм, 120 сортів деревних та чагарникових; 811 квітково-декоративних видів, форм і сортів; 890 тропічних і субтропічних таксонів; 170 лікарських видів; 165 рідкісних та зникаючих видів; 124 ґрунтопокривні види; 520 видів рослин природної флори. 
Огляд тематики наукових досліджень свідчить про багатогранну наукову та практичну діяльність саду. На цей час визначились основні напрямки наукових досліджень:
- вивчення антропогенних змін біогеоценотичного покриву Криворіжжя, розробка наукових основ рекультивації порушених промисловістю земель;
- оцінка стану екологічної ситуації регіону Кривбасу з метою розробки заходів щодо її покращення;
- інтродукція та акліматизація нових видів рослин світової та місцевої флори з метою збереження біологічного різноманіття та відбору перспективних видів рослин для оптимізації довкілля і використання в народному господарстві;
- вивчення фізіолого-біохімічних та анатомо-морфологічних особливостей інтродуцентів при дії несприятливих екологічних факторів;
- наукові основи охорони фітогенофонду природної флори в індустріальних регіонах Правобережного степового Придніпров'я; збереження, збагачення та раціональне використання біологічного різноманіття екосистем;
- генетико-селекційне збагачення біорізноманіття рослин.

Ці наукові дослідження проводяться у відділах оптимізації техногенних ландшафтів; інтродукції та акліматизації рослин; природної флори; фізіології рослин та біології ґрунтів. 
За результатами наукових досліджень опубліковано «Атлас рідкісних і зникаючих видів Дніпропетровщини». Вперше був створений первинний інформаційний банк даних порушених земель в районах ПівГЗК. Було проведено аналіз структурно-функціональної організації ландшафтних систем у межах комбінату. Вперше створена карта екологічного стану довкілля Криворізького залізорудного басейну та вперше для даного регіону детально вивчені динаміка чисельності та таксономічний склад наземної мезофауни. 
Науковці створили геоботанічні карти відвалів (Ганнівський, Першотравневий) залізничної та автомобільної відсипки загальною площею понад 15 км², у масштабі 1:10000 та запропонували класифікацію ландшафтно-техногенних систем Криворіжжя. Була розроблена класифікація еколого-небезпечних новоутворень — провалів; створена карта ґрунтового покриву Ганнівського та Першотравневого відвалів; розроблено модель і розраховано екологічний потенціал біогеоценозів в умовах техноценогенезу.

## Співпраця
Криворізький ботанічний сад відрізняється широким колом співпрацею з такими установами та організаціями: кафедра біофізики та біохімії Дніпропетровського національного університету, фермерське господарство «Компанія Маїс», науково-технологічний центр «Агробіотех», Харківський інститут рослинництва та селекції УААН, Інститут лісової ботаніки і фізіологічних деревних рослин університету Фрейбурга, а також з вченими із технічного Техаського університету та університету Чикаго.

## Галерея

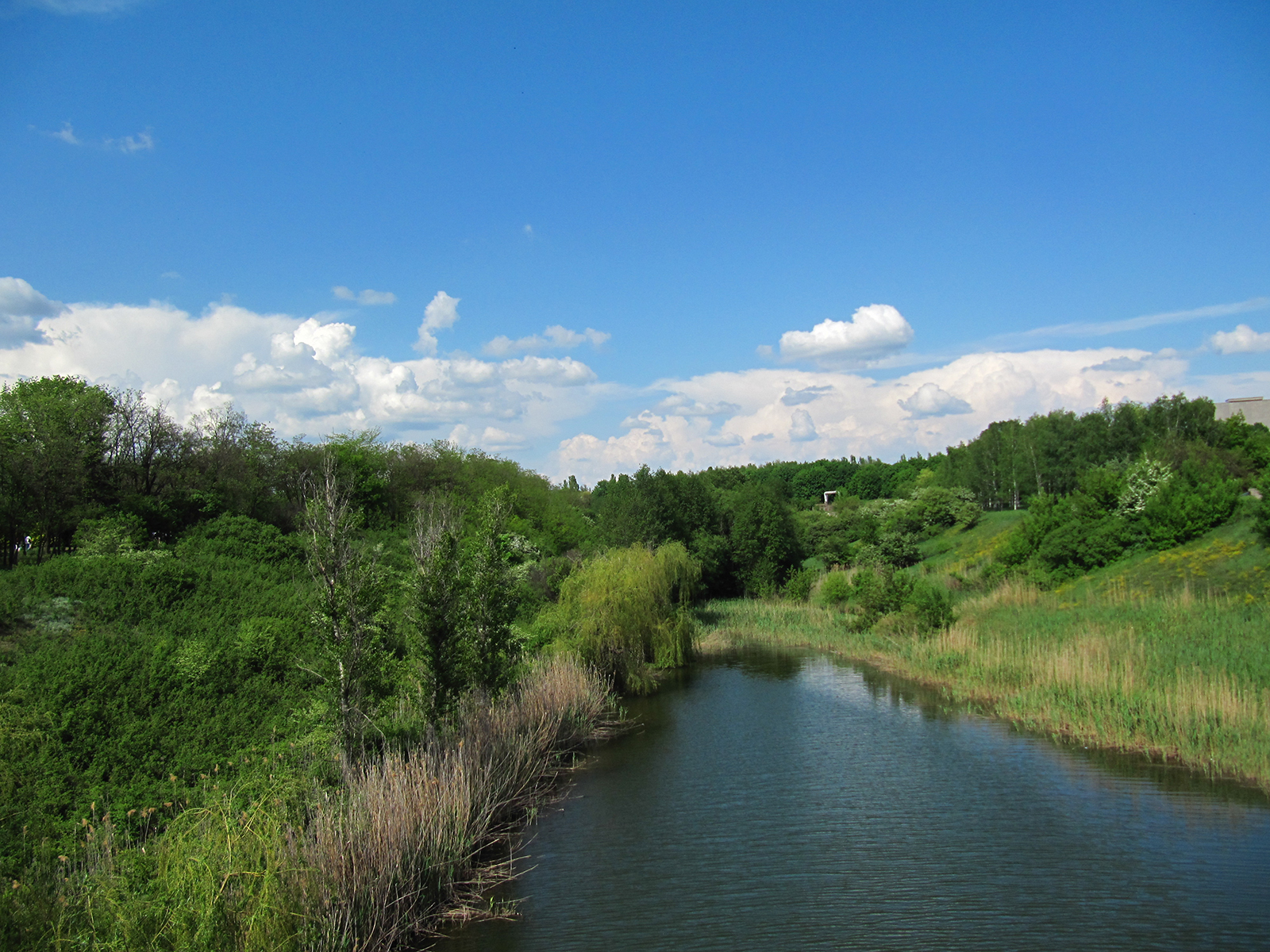
Краєвид з підвісного мосту
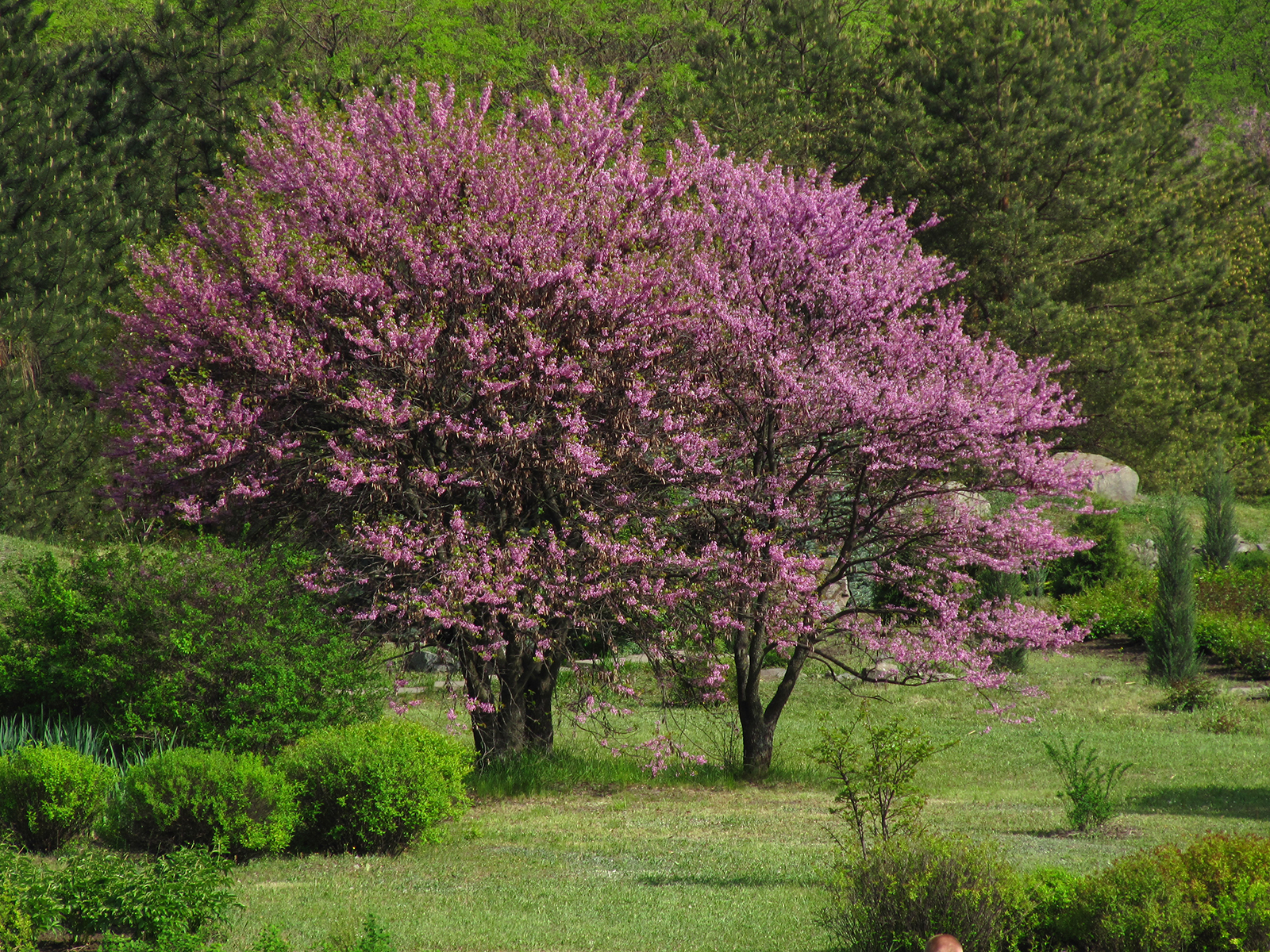
Гледичія
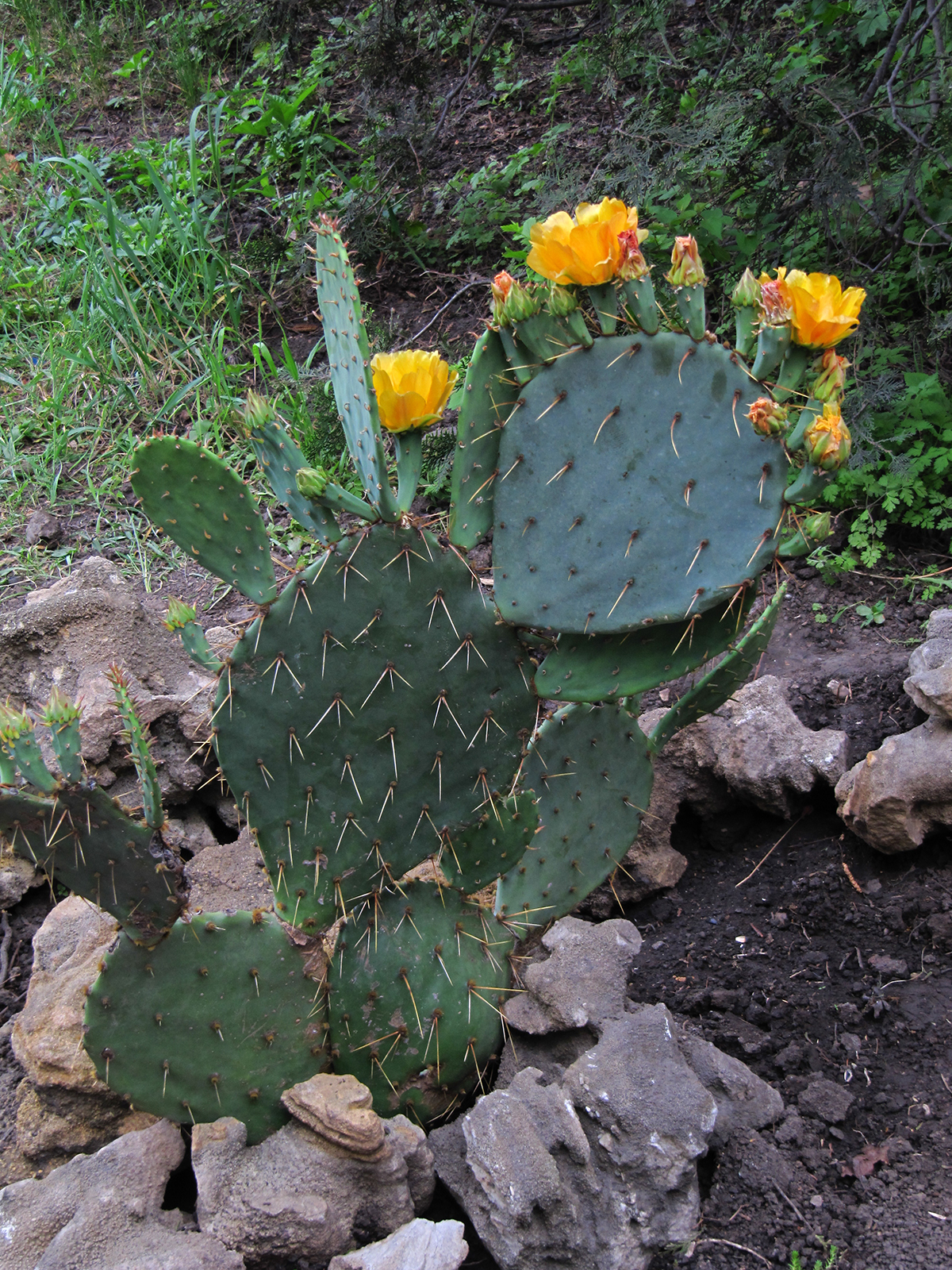
Цвітіння опунції на відкритому повітрі
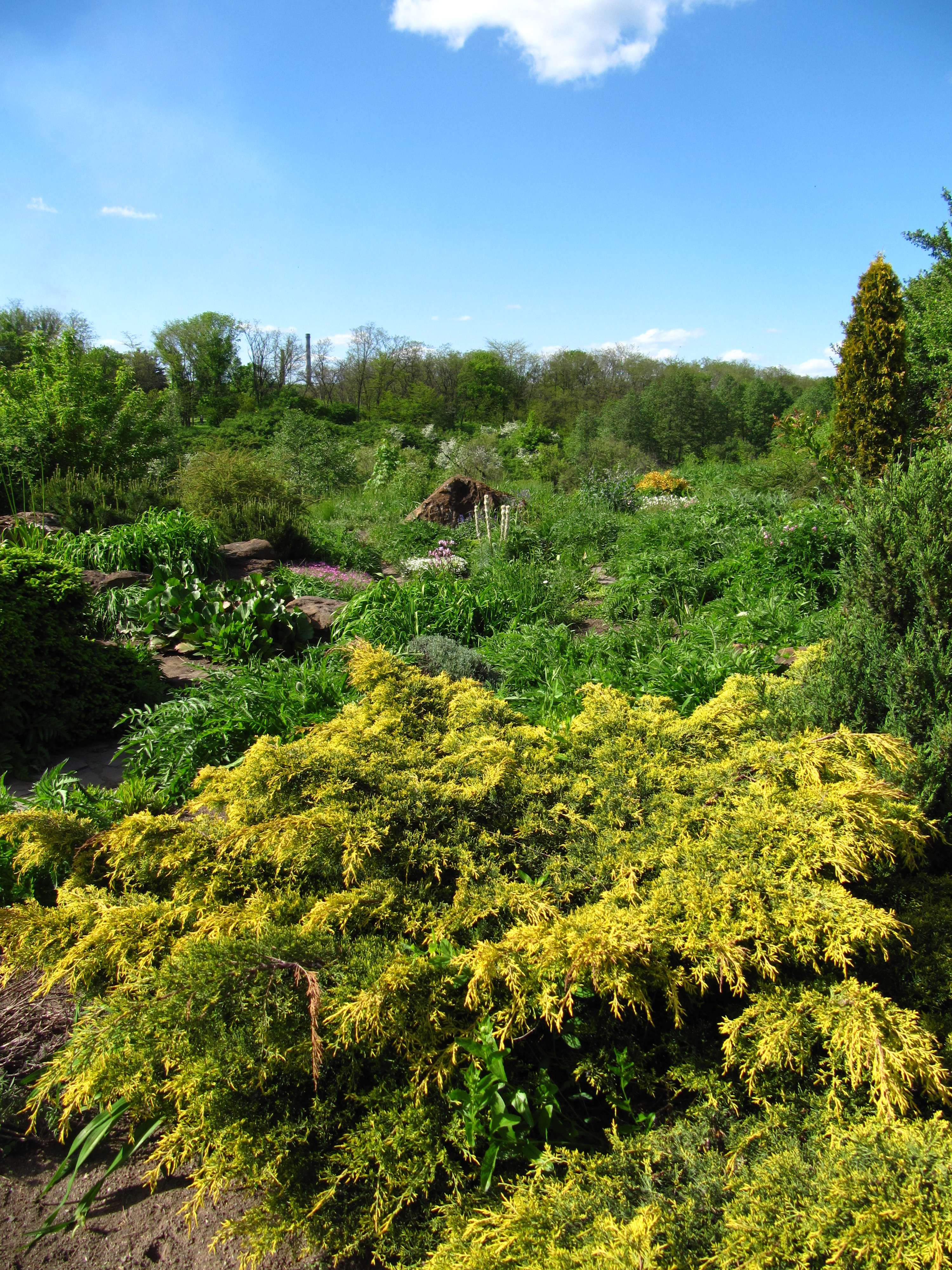
Краєвид та колекція рослин, вид на північ від адміністративного корпусу
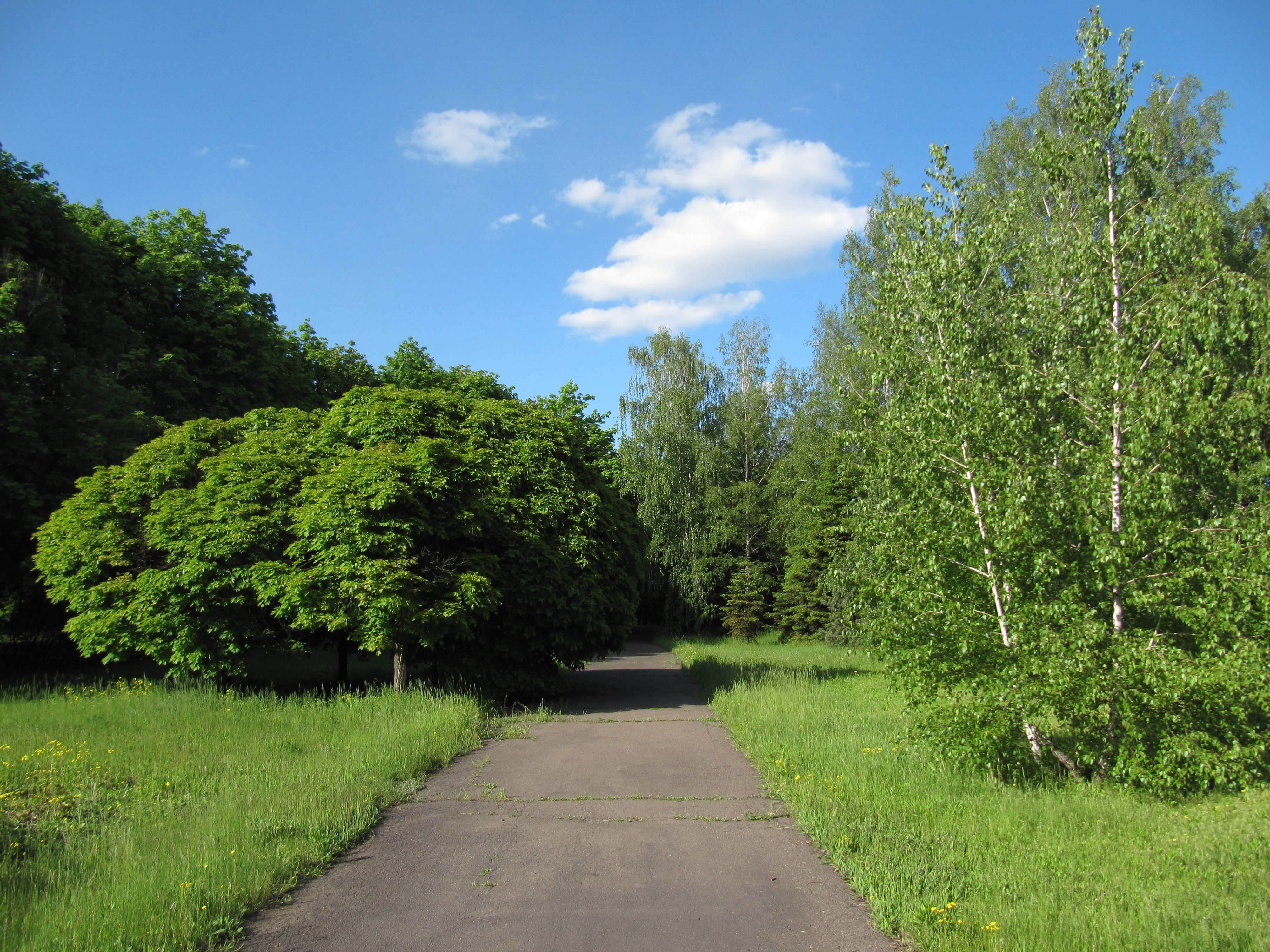
Алея саду
У оранжереї ботанічного саду квітне колекція азалійУ оранжереї ботанічного саду квітне колекція азалій
Оранжерея, зона колекції сукулентів. Вражають розміри товстянок.Оранжерея, зона колекції сукулентів. Вражають розміри товстянок.
Зона колекції водяних рослин у оранжереїЗона колекції водяних рослин у оранжереї
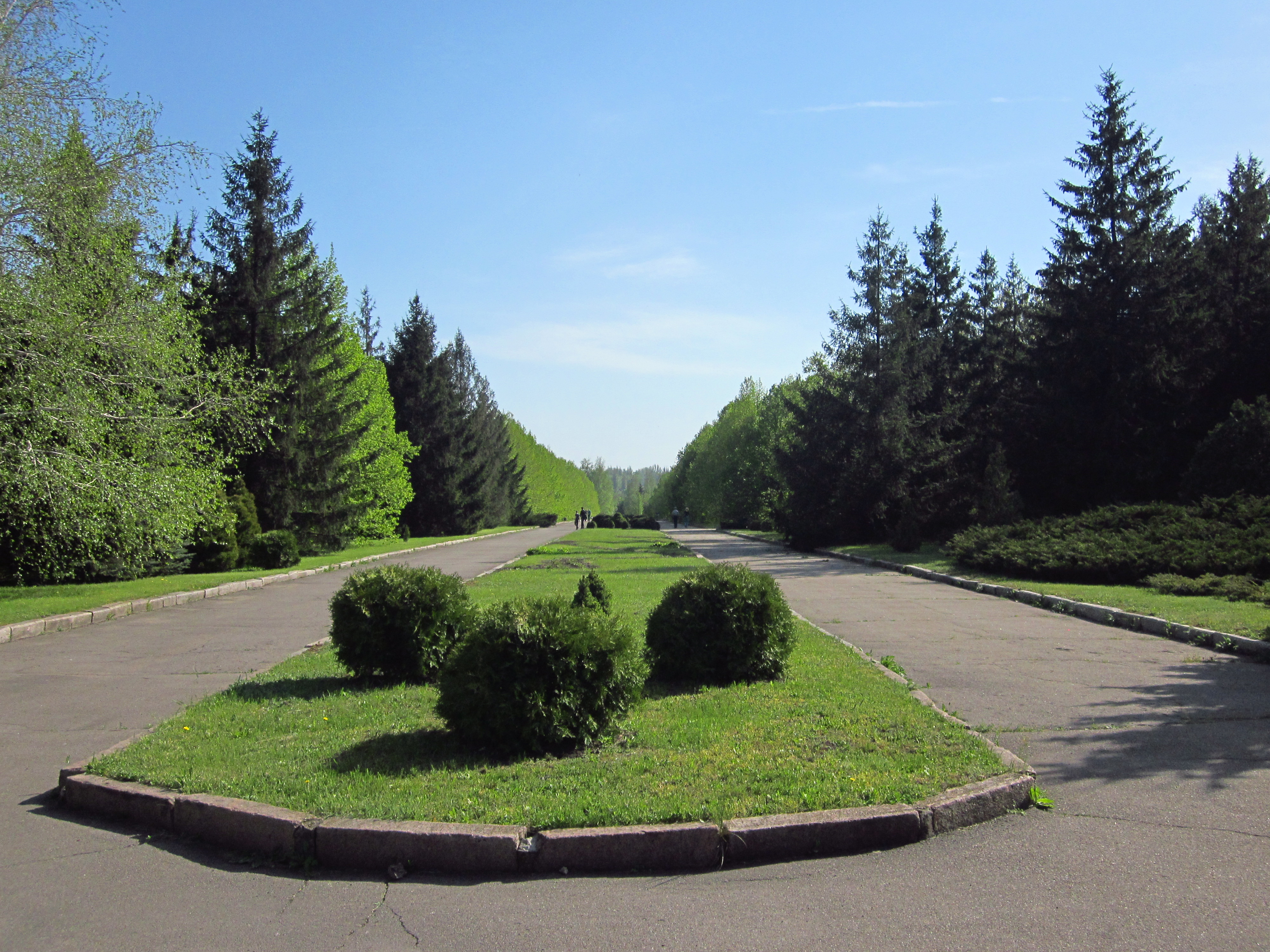
Центральна алея
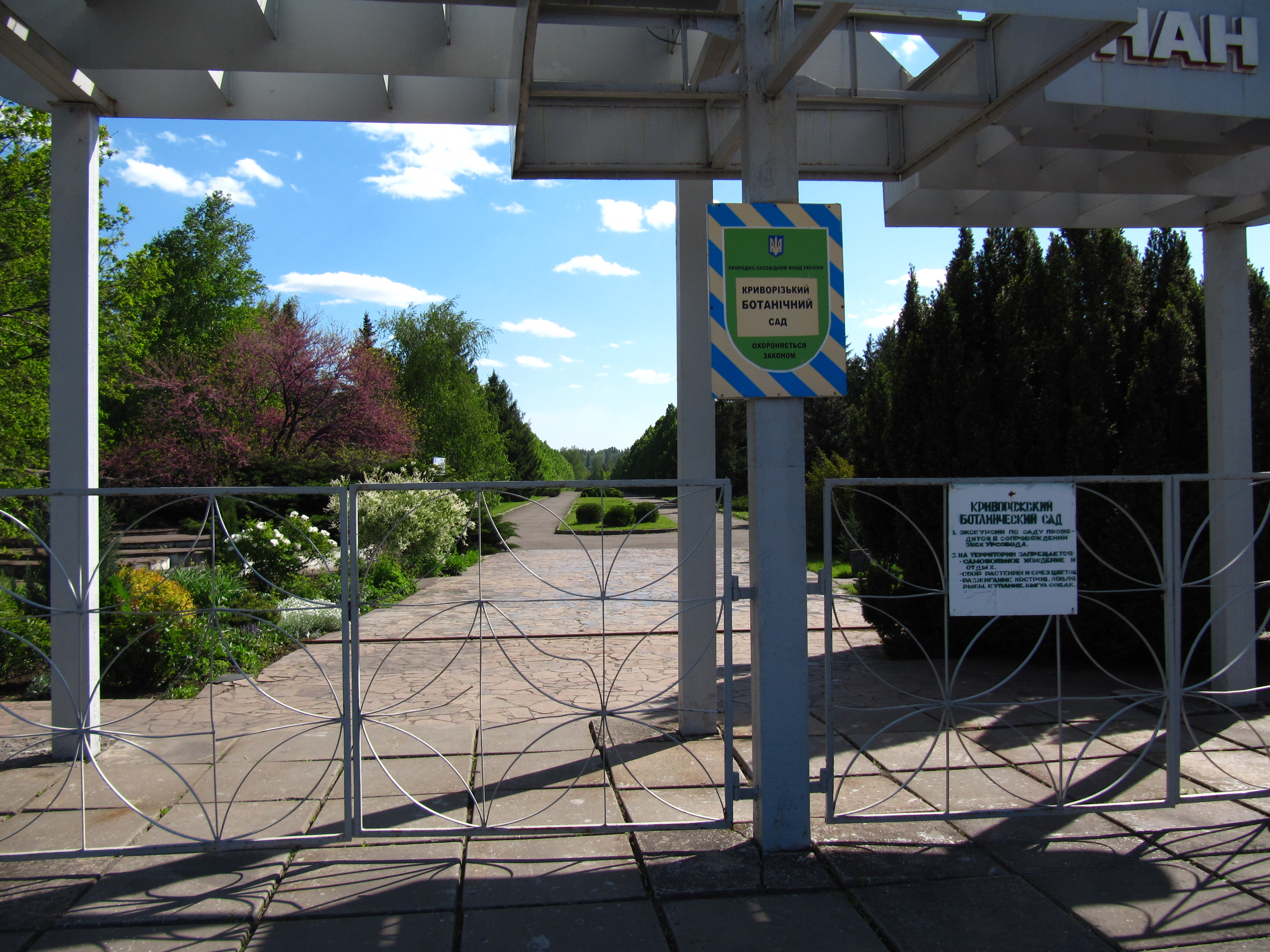
Центральний вхід ботанічного саду, природоохоронні таблички.